# Hans Tunnat
Hans Tunnat (* 3. November 1920 in Löbegallen, Ostpreußen; † 17. November 1994 in Berlin) war ein deutscher Polizeioffizier. Er war von 1967 bis 1980 Leiter der Verwaltung Strafvollzug des Ministeriums des Innern der DDR.

## Leben
Der Sohn einer Landarbeiterfamilie wurde nach dem Besuch der Volksschule zunächst Stallknecht und Kutscher auf dem Gutshof des Domänenpächters Kröning. Nach einer Lehre als Schmied wurde er 1940 zum Reichsarbeitsdienst, dann zum Kriegsdienst in die Wehrmacht einberufen. Während des Krieges wurde er neunmal verwundet und geriet auch verwundet in sowjetische Kriegsgefangenschaft. Als Hauer im Kohlebergwerk unter Tage wurde er verschüttet. Er besuchte die Antifaschule Nr. 2041 in Talitza (mit dem späteren Generalmajor Erhardt Hentschel).
Seine Eltern hatten nach dem Krieg in der Nähe von Leipzig eine neue Heimat gefunden. Weihnachten 1949 kehrte er nach Deutschland zurück. Er meldete sich beim 1. Sekretär der SED-Kreisleitung Borna und wurde zur Volkspolizei geschickt. Am 5. Januar 1950 begann er seinen Dienst als VP-Anwärter im VPKA Borna. Am 10. Februar 1950 wurde er Mitglied der SED. Er war erst Streifenwachtmeister, dann Propagandist in der Landespolizeibehörde in Sachsen, wurde Stellvertreter für Polit-Kultur im Betriebsschutzamt Böhlen. Der damalige 1. Sekretär der SED-KL Paul Fröhlich setzte ihn als Leiter der Kreisabendschule in Leipzig ein. 1951 holten ihn die damaligen Oberste Hans Kohoutek und Erich Sälzer nach Berlin. Er wurde als Instrukteur der Polit-Abteilung unter Leitung von Oberst Hans Beyermann bei der Hauptabteilung (HA) Betriebsschutz eingesetzt. Nach dem Besuch der Politschule der DVP in Weimar 1952 wurde er Instrukteur in der Polit-Verwaltung der Hauptverwaltung der Deutschen Volkspolizei (HVDVP), dann als Oberstleutnant Mitarbeiter der Abteilung für Sicherheitsfragen des Zentralkomitees der SED. Im Januar 1960 wurde er als Oberst Stellvertreter für politische Arbeit des Chefs der Bezirksbehörde der Deutschen Volkspolizei (BDVP) Gera unter Oberst Karl Schweitzer. Er absolvierte ein Fernstudium an der Parteihochschule Karl Marx mit dem Abschluss als Diplomgesellschaftswissenschaftler. Im Jahr 1967 ging er zum Aufbau einer Polit-Abteilung in der Verwaltung Strafvollzug des MdI nach Berlin. Er tauschte die grüne gegen die dunkelblaue Uniform, wurde Oberst des Strafvollzugs (SV). Nachdem die Arbeitsfähigkeit des Politorgans hergestellt war, setzte ihn Innenminister Friedrich Dickel 1967 zunächst als kommissarischen Leiter und am 1. Juli 1968 als Leiter der Verwaltung Strafvollzug ein (Nachfolger von Werner Oertel). Im April 1967 war er Delegierter des VI. Parteitags der SED. Am 20. Juni 1977 wurde er von Erich Honecker zum Generalmajor ernannt. Am 1. September 1980 beendete Tunnat aus gesundheitlichen Gründen seinen aktiven Dienst.
Tunnat starb im Alter von 74 Jahren. 

## Auszeichnungen
- 1966 Vaterländischer Verdienstorden in Bronze und 1980 in Gold
- 1974 Ehrentitel Held der Arbeit
- 1985 Ehrenspange zum Vaterländischen Verdienstorden in Gold

## Veröffentlichungen
- Erich Buchholz, Hans Tunnat, Heinrich Mehner: Die Hauptaufgaben des sozialistischen Strafvollzuges im System der Kriminalitätsbekämpfung in der Deutschen Demokratischen Republik, 1. Aufl., Berlin 1969, 104 S.